# تشارلز ريتشارد
تشارلز ريتشارد هو طبيب أسنان وسياسي كندي، ولد في 10 مارس 1900 في باس سان ريمون في كندا، وتوفي في 31 مايو 1978 في لا بوكاريه في كندا. نشط حزبياً في الحزب الكندي التقدمي المحافظ. وقد انتخب عضو مجلس العموم الكندي.